# Освета
Освета или одмазда је свесно чињење штете другом појединцу или групи које се јавља као одговор на штетни чин — стварни или перципирани — за који се сматра одговорним тај исти појединац или група. Особа која врши освету, односно осветник или осветници, су у томе пре свега мотивисани властитим схватањем правде, односно осећајем беса и туге изазване делом које настоје осветити, а за које верују да ће нестати ако се успостави својеврсна равнотежа, односно починитељ буде кажњен на исти или још гори начин. Са тим чином се неретко поистовећује израз „око за око, зуб за зуб”. Постоји српска изрека везана за освету, која гласи: Ко се не освети, тај се не посвети.
Књижевна дела у којима се јавља освета као мотив:
- Тит Андроник — Вилијам Шекспир
- Хамлет — Вилијам Шекспир
- Отело — Вилијам Шекспир
- Гроф Монте Кристо — Александар Дима Отац